# Носа-Сеньора-да-Анунсиада
Носа-Сеньора-да-Анунсиада (порт. Nossa Senhora da Anunciada)  —  район (фрегезия) в Португалии,  входит в округ Сетубал. Является составной частью муниципалитета  Сетубал. Находится в составе крупной городской агломерации Большой Лиссабон. По старому административному делению входил в провинцию Эштремадура. Входит в экономико-статистический  субрегион Полуостров Сетубал, который входит в Лиссабонский регион. Население составляет 16 092 человека на 2001 год. Занимает площадь 27,02 км².